# Metal Gathering Tour Live in Japan 2010
Metal Gathering Tour Live in Japan 2010 è un DVD della tribute band The Iron Maidens, pubblicato solo in Giappone.

## Il disco
Il disco contiene due DVD: il primo contiene venti tracce registrate durante il loro tour lungo il Giappone nel gennaio 2010; il secondo contiene due tracce live aggiuntive, un'intervista alla band e il dietro le quinte del tour.
Questa è la prima pubblicazione della band con Kirsten Rosenberg e Courtney Cox (rispettivamente nuova cantante e chitarrista del gruppo), e l'ultima con Sara Marsh, che si separò dalla band proprio alla fine di questo tour.

## Tracce
Testi e musiche di Steve Harris, tranne dove indicato.
DVD 1
1. Opening
2. Invaders
3. Die With Your Boots On (Bruce Dickinson, Adrian Smith, Harris)
4. The Trooper
5. Flight of Icarus (Dickinson, Smith)
6. Revelations (Dickinson)
7. Killers (Paul Di'Anno, Harris)
8. Wasted Years (Smith)
9. Alexander the Great
10. Losfer Words (Big 'Orra)
11. The Number of the Beast
12. The Wicker Man (Dickinson, Smith, Harris)
13. The Evil That Men Do (Dickinson, Smith, Harris)
14. Hallowed Be Thy Name
15. Mini Murray's Shamisen (Sara Marsh)
16. The Prisoner (Smith, Harris)
17. 22 Acacia Avenue (Smith, Harris)
18. Phantom of the Opera
19. Run to the Hills
20. Ending

DVD 2
1. Wasted Years (Encore song at Holiday Osaka)[4] (Smith)
2. Moonchild (Encore song at Holiday Nagoya) (Dickinson, Smith)
3. Interview
4. Tomei Highway (Behind the Scenes of Tour)

## Formazione
- Kirsten Rosenberg ("Bruce Chickinson") – voce
- Sara Marsh ("Mini Murray") – chitarra, cori; shamisen in Mini Murray's Shamisen
- Courtney Cox ("Adriana Smith") – chitarra
- Wanda Ortiz ("Steph Harris") – basso, cori
- Linda McDonald ("Nikki McBurrain") – batteria, cori